# Castelnuovo Don Bosco
Castelnuovo Don Bosco (Piedmontese: Castelneuv d'Ast) là một đô thị ở tỉnh Asti vùng Piedmont thuộc Ý, nằm ở vị trí cách khoảng 20 km về phía đông của Torino và khoảng 25 km về phía tây bắc của Asti, on a hill near the confluence of the Nevissano and Bardella.
Castelnuovo Don Bosco giáp các đô thị: Albugnano, Buttigliera d'Asti, Capriglio, Moncucco Torinese, Moriondo Torinese, Passerano Marmorito và Pino d'Asti.